# Cité Ozanam-Batelière
La cité Ozanam Batelière (également connue sous les noms de cité Ozanam et de résidence Batelière) est un grand ensemble de logements sociaux situé dans le quartier de Batelière, à Schœlcher, en Martinique.

## Origine et construction
Cet ensemble HLM, qui doit son nom à son bailleur social, la Société Ozanam et du quartier de Schœlcher dans lequel il se trouve, a été construit entre 1973 et 1975.
Il regroupe 905 logements répartis dans 20 bâtiments (10 tours ayant entre 8 et 12 étages et 10 barres de 4 étages) dans lesquels vivent entre 3 000 et 5 000 habitants sur une superficie totale de 17 hectares. Il s'agit ici du plus grand ensemble HLM de la ville de Schœlcher, ainsi que de l'ensemble de la Martinique, qui est par ailleurs considéré comme « une ville dans la ville »,,.

### Problèmes d'insécurité et d'environnement
Tout comme bon nombre de grands ensembles HLM construit sur l'ensemble du territoire français, la cité Ozanam Batelière a dû faire face à quelques problèmes et ce, en dépit d'une convivialité qui règne entre les locataires.
En septembre 2010, un jeune lycéen de 16 ans, Teddy Léopoldie, a été poignardé mortellement par cinq jeunes originaires de la cité, alors qu'il sortait de l'école.
Parallèlement, les conditions de vie à Ozanam Batelière se sont dégradées, puisque l'insécurité et l'insalubrité, de même que la présence d'épaves de voitures hors d'usage ont rendu la cité invivable. Néanmoins, la Société Ozanam, bailleur social gérant les 905 logements de la cité avait déjà rénové 725 d'entre eux à partir de 1996. Elle a rénové les 180 restants en 2012-13, juste à temps pour le 40e anniversaire du début de la construction de l'ensemble HLM.
En septembre 2010, une dame âgée de 80 ans a été sauvée par les pompiers, alors qu'elle était penchée sur le rebord de la façade du 2e étage d'un des immeubles de la cité, à 10 mètres de haut.
En décembre 2013, une opération musclée menée par la gendarmerie eut lieu dans la cité. Durant cette opération, les gendarmes, accompagnés de chiens spécialisés, avaient fouillé les caves des différents immeubles dans lesquelles ils ont retrouvé de la résine d'herbe de cannabis, du crack et plus de 200 grammes de cocaïne. Une personne a été interpellée et placée en garde à vue. Ceci a sans doute permis de ramener la sérénité dans la cité HLM.
En juin 2019, un homme âgé d'une quarantaine d'années s'est suicidé en se jetant du 11e étage d'une des tours de la cité.
Dans la nuit du 2 au 3 juillet 2022, une fusillade a coûté la vie de deux jeunes du quartier, Anderson Martot, 19 ans et Axel Merlin, 26 ans. Le drame s'est déroulé au pied du hall ralliant les bâtiments A2 et A3. Quelques jours plus tard, le bailleur social Ozanam (filiale locale du Groupe Action Logement) a décidé de fermer le hall par mesure de sécurité.
Dans la nuit du 29 au 30 juin 2023, des feux de poubelles ont été déclenchés dans le quartier. Selon certains médias, cela aurait un lien avec la mort du jeune Naël, survenue la même semaine à Nanterre, en région parisienne.
En début de matinée du 4 octobre 2023, une femme s'est tuée après avoir chuté d'une barre de l'ensemble HLM.

### Projets de rénovation
Lors des cérémonies du 40e anniversaire de l'édification de la cité Ozanam Batelière qui se sont déroulées en octobre 2013, le maire de Schœlcher, Luc Clementé, avait mis en avant la nécessité de conserver le lien intergénérationnel qui assure la convivialité dans le grand ensemble.
À cette occasion, il en a profité pour dévoiler les projets censés améliorer le cadre de vie de ses résidents. Ces projets sont :
- la construction de 45 logements supplémentaires destinées aux personnes âgées ;
- l'ouverture d'espaces commerciaux de proximité (pharmacie, viennoiserie, etc.) ;
- l'ouverture d'une cyberbase ;
- enfin, l'aménagement d'un local technique destiné à accueillir les services de prévention et de sécurité[4].

Parallèlement, la Société Ozanam, qui gère la cité HLM, a signé une convention avec la Préfecture de la Martinique pour financer les travaux de confortement des bâtiments de la cité.

### Personnes illustres
Le chanteur de dancehall francophone Thierry Moutoussamy, plus connu sous le nom de Lord Kossity, a grandi dans cette cité, tout comme la journaliste et auteure Barbara Jean-Elie.